# Стаффорд, Джон, 1-й граф Уилтшир
Джон Стаффорд (англ. John Stafford; 24 ноября 1427 — 8 мая 1473) — 1-й граф Уилтшир с 1470, главный дворецкий Англии с 1471 года, сын Хамфри Стаффорда, 1-го герцога Бекингема, и Анны Невилл. Английский военачальник во время войны Алой и Белой розы, йоркист. Рыцарь Бани с 1461 года, кавалер ордена Подвязки с 1472 года.

## Биография
Джон был третьим из выживших сыновей Хамфри Стаффорда, 1-го герцога Бекингема, от брака с Анной Невилл. Он родился 24 ноября, но точный год рождения неизвестен. В исследованиях встречается год от 1427 до 1440.
В источниках Джон впервые упоминается в связи с битвой при Нортгемптоне (10 июля 1460 года), когда он сражался в составе йоркистской армии. В этом сражении погиб его отец. После того как битва окончилась, Джон убил сэра Уильяма Ласи. 2 февраля 1461 года он участвовал в битве при Мортимер-Кроссе, а 15 мая 1464 — в битве при Хексхеме. В 1461 году Джон был посвящён в рыцари Бани. В 1469 году король Эдуард IV назначил Джона пожизненным стюартом герцогства Корнуольского. 5 января 1470 года для Джона был восстановлен титул графа Уилтшира.
Во время кратковременной реставрации Генриха VI Джон был арестован и стал одним из шести йоркистов, которые не были вызваны в парламент в ноябре 1471 года. 25 апреля Джон вместе с бароном Маунтжоем был послан против ланкастерцев, которые сдались до 7 мая. В награду за сохранение лояльности Эдуард IV после восстановления на престоле назначил Уилтшира главным дворецким Англии, а в 1472 году сделал рыцарем ордена Подвязки.
Позже Уилтшир вместе с графом Нортумберлендом участвовал в дипломатической миссии, ведя переговоры с послами короля Шотландии Якова III о национальных обидах.
Джон умер 8 мая 1473 года. Ему наследовал малолетний сын Эдвард под опекой короля. До совершеннолетия Эдварда доходы от владений получала корона.

## Брак и дети
Жена: с ок. 1458 Констанс Грин (ум. 2 марта 1475), дочь сэра Генри Грина из Драйтона и Маргарет де Рос. Дети:
- Эдвард Стаффорд (7 апреля 1470 — 24 марта 1499), 2-й граф Уилтшир с 1473